# Monument 170 jaar Portugese immigratie
De monument voor 170 jaar Portugese immigratie is een plaquette ter herdenking van de aankomst van de eerste Portugese Surinamers. In 2023 was het voor het eerst dat hieraan werd herinnerd met een gedenkteken. Het werd op 15 augustus 2023 onthuld. Het monument staat bij de plek waar de passagiers aan wal kwamen, in Nieuw-Amsterdam, Commewijne. Voor deze locatie is gekozen omdat de meeste Portugezen op de plantages van Boxel, Katwijk en Suzanna's Daal in Commewijne terechtkwamen.
Het monument herinnert aan de overtocht van de eerste 124 Portugezen uit Madeira met de schoener Brik Marvilha. Het is een initiatief van John Dos Ramos van Madeiran Descendents in Suriname (MadeiSu). Ook al eerder, tijdens de herdenking van ketikoti in 2018, opperde de Nationale Commissie Jubileumjaren (NCJ) dat er herdenkingen zouden moeten komen voor alle groepen immigranten.
Deze Portugezen waren de eerste contractarbeiders in Suriname. Zij zouden aan het werk gaan in Brits-Guyana en kwamen per ongeluk in Suriname terecht, omdat ze uitweken voor een epidemie die toen in Guyana heerste. Het monument staat nabij de toenmalige aanlegplaats.